# الکساندر شچتینسکی
الکساندر شچتینسکی (اوکراینی: Олекса́ндр Степа́нович Щети́нський؛ زادهٔ ۲۲ ژوئن ۱۹۶۰) آهنگساز، و مربی موسیقی اهل اوکراین است.